# Screen Actors Guild Award per il miglior attore in una serie drammatica
Lo Screen Actors Guild Award per il miglior attore in una serie drammatica (Screen Actors Guild Award for Outstanding Performance by a Male Actor in a Drama Series) viene assegnato al miglior attore di una serie televisiva drammatica dalla Screen Actors Guild.

## Vincitori e candidati

### 1990
- 1995
  - Dennis Franz - NYPD - New York Police Department (NYPD Blue)
  - Héctor Elizondo - Chicago Hope
  - Mandy Patinkin - Chicago Hope
  - Tom Skerritt - La famiglia Brock (Picket Fences)
  - Patrick Stewart - Star Trek: The Next Generation
- 1996
  - Anthony Edwards - E.R. - Medici in prima linea (ER)
  - George Clooney - E.R. - Medici in prima linea (ER)
  - David Duchovny - X-Files
  - Dennis Franz - NYPD - New York Police Department (NYPD Blue)
  - Jimmy Smits - NYPD - New York Police Department (NYPD Blue)
- 1997
  - Dennis Franz - NYPD - New York Police Department (NYPD Blue)
  - George Clooney - E.R. - Medici in prima linea (ER)
  - David Duchovny - X-Files
  - Anthony Edwards - E.R. - Medici in prima linea (ER)
  - Jimmy Smits - NYPD - New York Police Department (NYPD Blue)
- 1998
  - Anthony Edwards - E.R. - Medici in prima linea (ER)
  - David Duchovny - X-Files
  - Dennis Franz - NYPD - New York Police Department (NYPD Blue)
  - Jimmy Smits - NYPD - New York Police Department (NYPD Blue)
  - Sam Waterston - Law & Order
- 1999
  - Sam Waterston - Law & Order
  - David Duchovny - X-Files
  - Anthony Edwards - E.R. - Medici in prima linea (ER)
  - Dennis Franz - NYPD - New York Police Department (NYPD Blue)
  - Jimmy Smits - NYPD - New York Police Department (NYPD Blue)

### 2000
- 2000
  - James Gandolfini - I Soprano (The Sopranos)
  - David Duchovny - X-Files
  - Dennis Franz - NYPD - New York Police Department (NYPD Blue)
  - Martin Sheen - West Wing - Tutti gli uomini del Presidente (The West Wing)
  - Jimmy Smits - NYPD - New York Police Department (NYPD Blue)
- 2001
  - Martin Sheen - West Wing - Tutti gli uomini del Presidente (The West Wing)
  - Tim Daly - Il fuggitivo (The Fugitive)
  - Anthony Edwards - E.R. - Medici in prima linea (ER)
  - Dennis Franz - NYPD - New York Police Department (NYPD Blue)
  - James Gandolfini - I Soprano (The Sopranos)
- 2002
  - Martin Sheen - West Wing - Tutti gli uomini del Presidente (The West Wing)
  - Richard Dreyfuss - The Education of Max Bickford
  - Dennis Franz - NYPD - New York Police Department (NYPD Blue)
  - James Gandolfini - I Soprano (The Sopranos)
  - Peter Krause - Six Feet Under
- 2003
  - James Gandolfini - I Soprano (The Sopranos)
  - Michael Chiklis - The Shield
  - Martin Sheen - West Wing - Tutti gli uomini del Presidente (The West Wing)
  - Kiefer Sutherland - 24
  - Treat Williams - Everwood
- 2004
  - Kiefer Sutherland - 24
  - Peter Krause - Six Feet Under
  - Anthony LaPaglia - Senza traccia (Without a Trace)
  - Martin Sheen - West Wing - Tutti gli uomini del Presidente (The West Wing)
  - Treat Williams - Everwood
- 2005
  - Jerry Orbach (postumo) - Law & Order
  - Hank Azaria - Huff
  - James Gandolfini - I Soprano (The Sopranos)
  - Anthony LaPaglia - Senza traccia (Without a Trace)
  - Kiefer Sutherland - 24
- 2006
  - Kiefer Sutherland - 24
  - Alan Alda - West Wing - Tutti gli uomini del Presidente (The West Wing)
  - Patrick Dempsey - Grey's Anatomy
  - Hugh Laurie - Dr. House - Medical Division (House, M.D.)
  - Ian McShane - Deadwood
- 2007
  - Hugh Laurie - Dr. House - Medical Division (House, M.D.)
  - James Gandolfini - I Soprano (The Sopranos)
  - Michael C. Hall - Dexter
  - James Spader - Boston Legal
  - Kiefer Sutherland - 24
- 2008
  - James Gandolfini - I Soprano (The Sopranos)
  - Michael C. Hall - Dexter
  - Jon Hamm - Mad Men
  - Hugh Laurie - Dr. House - Medical Division (House, M.D.)
  - James Spader - Boston Legal
- 2009
  - Hugh Laurie - Dr. House - Medical Division (House, M.D.)
  - Michael C. Hall - Dexter
  - Jon Hamm - Mad Men
  - William Shatner - Boston Legal
  - James Spader - Boston Legal

### 2010
- 2010
  - Michael C. Hall - Dexter
  - Simon Baker - The Mentalist
  - Bryan Cranston - Breaking Bad
  - Jon Hamm - Mad Men
  - Hugh Laurie - Dr. House - Medical Division (House, M.D.)
- 2011
  - Steve Buscemi - Boardwalk Empire - L'impero del crimine (Boardwalk Empire)
  - Bryan Cranston - Breaking Bad
  - Michael C. Hall - Dexter
  - Jon Hamm - Mad Men
  - Hugh Laurie - Dr. House - Medical Division (House, M.D.)
- 2012
  - Steve Buscemi - Boardwalk Empire
  - Patrick J. Adams - Suits
  - Kyle Chandler - Friday Night Lights
  - Bryan Cranston - Breaking Bad
  - Michael C. Hall - Dexter
- 2013
  - Bryan Cranston - Breaking Bad
  - Jeff Daniels  - The Newsroom
  - Jon Hamm - Mad Men
  - Steve Buscemi - Boardwalk Empire
  - Damian Lewis - Homeland - Caccia alla spia (Homeland)
- 2014
  - Bryan Cranston - Breaking Bad
  - Steve Buscemi - Boardwalk Empire
  - Jeff Daniels - The Newsroom
  - Peter Dinklage - Il Trono di Spade (Game of Thrones)
  - Kevin Spacey - House of Cards - Gli intrighi del potere (House of Cards)
- 2015
  - Kevin Spacey - House of Cards - Gli intrighi del potere (House of Cards)
  - Steve Buscemi - Boardwalk Empire
  - Peter Dinklage - Il Trono di Spade (Game of Thrones)
  - Matthew McConaughey - True Detective
  - Woody Harrelson - True Detective

- 2016
  - Kevin Spacey - House of Cards - Gli intrighi del potere (House of Cards)
  - Peter Dinklage - Il Trono di Spade (Game of Thrones)
  - Jon Hamm - Mad Men
  - Rami Malek - Mr. Robot
  - Bob Odenkirk - Better Call Saul
- 2017
  - John Lithgow - The Crown
  - Sterling K. Brown - This Is Us
  - Peter Dinklage - Il Trono di Spade (Game of Thrones)
  - Rami Malek - Mr. Robot
  - Kevin Spacey - House of Cards - Gli intrighi del potere (House of Cards)
- 2018
  - Sterling K. Brown - This Is Us
  - Jason Bateman - Ozark
  - Peter Dinklage - Il Trono di Spade (Game of Thrones)
  - David Harbour - Stranger Things
  - Bob Odenkirk - Better Call Saul
- 2019
  - Jason Bateman - Ozark
  - Sterling K. Brown - This Is Us
  - Joseph Fiennes - The Handmaid's Tale
  - John Krasinski - Jack Ryan
  - Bob Odenkirk - Better Call Saul

### 2020
- 2020
  - Peter Dinklage - Il Trono di Spade (Game of Thrones)
  - Sterling K. Brown - This Is Us
  - Steve Carell - The Morning Show
  - Billy Crudup - The Morning Show
  - David Harbour - Stranger Things
- 2021
  - Jason Bateman - Ozark
  - Sterling K. Brown - This Is Us
  - Josh O'Connor - The Crown
  - Bob Odenkirk - Better Call Saul
  - Regé-Jean Page - Bridgerton
- 2022
  - Lee Jung-jae - Squid Game
  - Brian Cox - Succession
  - Billy Crudup - The Morning Show
  - Kieran Culkin - Succession
  - Jeremy Strong - Succession
- 2023
  - Jason Bateman - Ozark
  - Jonathan Banks - Better Call Saul
  - Jeff Bridges - The Old Man
  - Bob Odenkirk - Better Call Saul
  - Adam Scott - Scissione (Severance)
- 2024
  - Pedro Pascal - The Last of Us
  - Brian Cox - Succession
  - Billy Crudup - The Morning Show
  - Kieran Culkin - Succession
  - Matthew Macfadyen - Succession
- 2025[1][2]
  - Hiroyuki Sanada – Shōgun
  - Tadanobu Asano – Shōgun
  - Jeff Bridges – The Old Man
  - Gary Oldman – Slow Horses
  - Eddie Redmayne – The Day of the Jackal

## Statistiche

### Pluripremiati
3 vittorie
- James Gandolfini
- Jason Bateman

2 vittorie
- Anthony Edwards
- Dennis Franz
- Hugh Laurie
- Martin Sheen
- Kiefer Sutherland
- Steve Buscemi
- Bryan Cranston
- Kevin Spacey